# Танатово
Танатово — деревня в Муромцевском районе Омской области России. Входит в состав Бергамакского сельского поселения .

## История
В 1928 году состояло из 146 хозяйств, основное население — русские. Центр Танатовского сельсовета Евгащинского района Тарского округа Сибирского края.

## Население
| 1926 | 2010 |
| ---- | ---- |
| 662  | ↘71  |